# Дулова Марія Андріївна
Марія Андріївна Дулова (уродж. Буковська; 1873, Харків — 1967, Москва) — російська і радянська співачка (сопрано), педагог. Княгиня, дружина скрипаля, князя Георгія Дулова, мати арфістки Віри Дулової.
Закінчила Московську консерваторію, де вчилася спершу у Ернста Тальябуе, потім у Єлизавети Лавровської. У 1890-х рр. брала участь в спектаклях Большого театру, потім співала в Харківській опері. У 1896—1901 роках солістка Маріїнського театру; виконавиця заголовних партій в операх «Снігуронька» Римського-Корсакова і «Гензель і Ґретель» Гумпердінка. Брала участь в першому російському виконанні ораторії Йозефа Гайдна «Створення світу» (20 березня 1898).
У 1901 році переїхала в Москву в зв'язку зі станом здоров'я чоловіка. Виступала в камерних концертах, до 1917 року викладала.
Похована на Ваганьковському кладовищі.